# جلال‌آباد (جیرفت)
جلال‌آباد (جیرفت)، روستایی از توابع بخش مرکزی شهرستان جیرفت در استان کرمان ایران در فاصله ۱۷۶۵ کیلومتری روستای یایچی است.

## جمعیت
این روستا در دهستان دولت‌آباد قرار دارد و براساس سرشماری مرکز آمار ایران در سال ۱۳۸۵، جمعیت آن ۱۷۴ نفر (۴۱خانوار) بوده‌است.
این روستا در دهستان دولت‌آباد قرار دارد. براساس سرشماری مرکز آمار ایران در سال ۱۳۸۵، جمعیت آن ۱۷۴ نفر (۴۱ خانوار)، براساس سرشماری مرکز آمار ایران در سال ۱۳۹۰، جمعیت آن ۱۸۹ نفر (۶۳ خانوار) و براساس سرشماری مرکز آمار ایران در سال ۱۳۹۵، جمعیت آن ۲۰۹ نفر (۶۸ خانوار) بوده‌است.  